# سوارد (کارولینای شمالی)
سوارد (به انگلیسی: Seward) یک منطقهٔ مسکونی در ایالات متحده آمریکا است که در شهرستان فورسایت، کارولینای شمالی واقع شده‌است.